# Kriminaltechnik

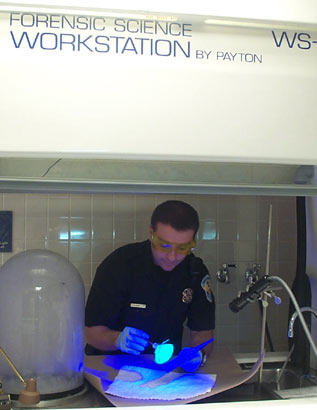
Kriminaltechnische Untersuchung der Polizei

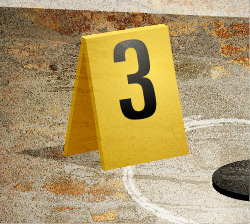
Dönges Nummernsatz

Die Kriminaltechnik (KT) fasst alle Erkenntnisse und Maßnahmen zusammen, die sich mit der Anwendung und Nutzbarmachung wissenschaftlicher und auf Erfahrung basierender Erkenntnisse im Hinblick auf kriminalistische Spuren (Spurenkunde) beschäftigen.

## Bereiche der Kriminaltechnik

### Formspuren
Hierbei handelt es sich um den thematisch größten Bereich der Kriminaltechnik, der in erster Linie für technische Formspuren zuständig ist und bei der Auswertung das umfassendste Fachwissen erfordert. Hierunter fallen Untersuchungsbereiche wie:
- Schließtechnik (Schloss, Schlüssel, Schließzylinder)
- Werkzeugspuren
- Schuhspuren
- Reifenspuren
- Handschuhspuren
- Wiedersichtbarmachung entfernter Prägezeichen
- Kfz-Delikte (Verfälschung, Überwindung von Wegfahrsperren etc.)
- Passspuren
- Glasbruch
- Bissspuren
- Bekleidungsidentifizierung

### Waffen und Munition
- Schusswaffen
- Hieb- und Stichwaffen
- Rechtliche Einordnung von Waffen und Munition

### Urkundentechnische Untersuchung von Dokumenten und Urkunden sowie Schriftstücken
Die Urkundentechnik ist eine optisch-physikalische Überprüfung von Dokumenten, Urkunden, Druckerzeugnissen, Papieren und sonstigen Schriftträgern hinsichtlich Merkmalen, die bei einer Echtheitsprüfung fälschungsrelevant sind oder Hinweise liefern, die Zusammenhänge belegen und als Fahndungshilfsmittel dienen können.
Die Aufgaben umfassen die Untersuchung von Dokumenten, welche geeignet sind, bezüglich der Identität oder einer bestimmten Berechtigung des Inhabers Auskunft zu erteilen, wie z. B.: Reise- und Identitätsdokumente, Personenstandsurkunden, Führerscheine, Kfz-Dokumente, Zeugnisse und dgl. sowie Untersuchung von Anonym- bzw. Pseudonymschreiben, sowie Verträge, Testamente, Briefumschläge, Papiere und dgl.

### Biologische Analytik
Die forensische Biologie ist das jüngste kriminaltechnische Fachgebiet, aus der Forensik jedoch nicht mehr wegzudenken. Hierzu zählen die Fachgebiete:
- DNA-Analyse
- Textiluntersuchungen (inkl. textile Stichspuren)
- Humanspuren (Lippen-, Ohr- und Hautabdrücke)
- Bodenuntersuchungen

### Chemische Analytik
Gehört wie die Biologische Analytik zu der so genannten wissenschaftlichen Kriminaltechnik.
Dieses Fachgebiet befasst sich hauptsächlich mit Materialanalysen.

### Daktyloskopie
Unter dem Begriff der Daktyloskopie sind alle Erkenntnisse und Maßnahmen zusammengefasst, die sich mit der Anwendung und Nutzbarmachung wissenschaftlicher Erkenntnisse im Hinblick auf kriminalistische Spuren (Spurenkunde) von Hautleistengebilden (z. B. Fingerabdrücken) beschäftigen.

### Handschriftenuntersuchung
Forensische Handschriftenuntersuchungen oder Gerichtliche Schriftvergleichung haben das Ziel, im Wege der Vergleichung von Merkmalen zweier oder mehrerer Schreibleistungen Aussagen zur Frage der a) Echtheit oder Unechtheit von Unterschriften oder/und b) Schrifturheberschaft zu treffen. In (seltenen) Ausnahmefällen ist eine zeitliche Einordnung fraglicher Schreibleistungen (relative Altersbestimmung) möglich. Untersuchungsvoraussetzungen: das fragliche Material muss immer im Original vorliegen und es müssen genügend Vergleichs(-unter-)schriften zur Verfügung stehen.

### Forensische Information und Kommunikation (IuK)
- Beweissichernde Speicherung von Computerdaten, vgl. IT-Forensik.

## Kriminaltechnische Auskunftsdienste
Zur weiteren Bearbeitung sowie Lösung kriminaltechnische Problemfelder, stehen verschiedenste Auskunftssysteme zur Verfügung. Diese entwickelten sich im Laufe der modernen kriminalpolizeilichen Geschichte und werden unter anderem vom Bundeskriminalamt, den Landeskriminalämtern sowie weiteren Polizeidienststellen bereitgestellt.
Zu den meist gebrauchten Auskunftsdiensten gehören:
- Automatisiertes Fingerabdruckidentifizierungssystem (AFIS)
- Leuchtendatei für Unfallfluchtnachforschungen
- Lackspurensammlung
- Schuhdatenbanken (Spuren- und Musterdatenbanken)
- Fahrzeugdatenbanken
- DNA-Datenbank
- Informationssystem Urkunden ISU
- Dokumenteninformationssystem DOKIS

## Kriminaltechnik in den Medien
Die Kriminaltechnik erfreut sich besonders in den letzten Jahren erhöhter Aufmerksamkeit in Fernsehserien.
Beispiele sind vor allem amerikanische Serien, wie die CSI-Reihe (CSI: Den Tätern auf der Spur, CSI: Miami, CSI: NY) oder auch Navy CIS.
Ein Beispiel aus Deutschland wäre R. I. S. – Die Sprache der Toten.
Die zum Teil übertriebene bis unmögliche Darstellung technischer Möglichkeiten führt zu weiteren Problematiken, wie dem CSI-Effekt.